# Георгій Кушиташвілі
Кушиташвілі Георгій Мишайович (груз. გიორგი ყუშიტაშვილი; 17 листопада 1995, Кахетія) — російський і грузинський боксер, чемпіон Європи, призер чемпіонату світу серед аматорів.

## Аматорська кар'єра
Георгій Кушиташвілі народився у Грузії, але змалку ріс в Росії, де і почав займатися боксом. Був неодноразовим чемпіоном Росії.
На чемпіонаті світу 2019 переміг Семмі Лі (Уельс) та Михайла Долголевця (Білорусь), а у чвертьфіналі програв Хуліо Сезар Ла Крузу (Куба) — 0-5.
2020 року після бійки Кушиташвілі з поліцейським його було виключено зі складу збірної Росії. З 2022 року виступає під прапором Грузії.
На чемпіонаті Європи 2022 став чемпіоном.
- В 1/8 фіналу переміг Давида Бріто (Італія) — 5-0
- У чвертьфіналі переміг Владіміра Мірончикова (Сербія) — RSC R3
- У півфіналі переміг Андрея Арадоає (Польща) — 5-0
- У фіналі переміг Рафаеля Оганесяна (Вірменія) — 4-0

На чемпіонаті світу 2023 завоював бронзову медаль.
- В 1/16 фіналу переміг Енді Тамайо (Іспанія) — 5-0
- В 1/8 фіналу переміг Адріано Кіана (Ангола) — 5-0
- У чвертьфіналі переміг Рафаеля Оганесяна (Вірменія) — 5-0
- У півфіналі програв Лорену Альфонсо (Азербайджан) — 0-5

На Європейських іграх 2023 в категорії до 80 кг програв у першому бою Олександру Хижняку (Україна).
На Олімпійських іграх 2024 в категорії до 92 кг програв в першому бою Давлату Болтаєву (Таджикистан).

## Професіональна кар'єра
У 2021-2022 роках провів два боя на професійному рингу.